# Derby de trot norvégien
Le Derby de trot norvégien (en norvégien Norsk Travderby) est une course hippique de trot attelé se déroulant au mois de septembre sur l'hippodrome de Bjerke (no) à Oslo, en Norvège.
C'est une course de Groupe I réservée aux poulains de 4 ans qui se court sur la distance de 2 600 mètres. En 2024, l'allocation est de 1 915 000 NOK (environ 162 270 €), dont 850 000 NOK pour le vainqueur.

## Palmarès depuis 1982
| Année | Vainqueur           | Père              | Driver                 | Réd.km |
| ----- | ------------------- | ----------------- | ---------------------- | ------ |
| 2024  | Charron             | Code Bon          | Geir Vegard Gundersen  | 1'13"  |
| 2023  | Born In Bergen      | Born In The USA   | Bjørn Steine           | 1'14"4 |
| 2022  | Charleston Volo     | Classic Photo     | Åsbjørn Tengsareid     | 1'14"  |
| 2021  | Kræsj               | Brillantissime    | Magnus Teien Gundersen | 1'13"9 |
| 2020  | Iggy B.R.           | Trixton           | Magnus Teien Gundersen | 1'14"3 |
| 2019  | Max Brady           | Cantab Hall       | Geir Vegard Gundersen  | 1'14"5 |
| 2018  | Gretzky B.R.        | Quite Easy        | Magnus Teien Gundersen | 1'13"5 |
| 2017  | Cokstile            | Quite Easy        | Lars Anvar Kolle       | 1'13"4 |
| 2016  | El Diablo B.R.      | Muscle Hill       | Frode Hamre            | 1'13"4 |
| 2015  | Glen Ord Superb     | Orlando Vici      | Geir Vegard Gundersen  | 1'13"8 |
| 2014  | Viking Va Bene      | Rite on Line      | Geir Vegard Gundersen  | 1'14"7 |
| 2013  | Support Justice     | Kadabra           | Geir Vegard Gundersen  | 1'14"6 |
| 2012  | Juliano Rags        | Juliano Star      | Noralf Braekken        | 1'14"7 |
| 2011  | Muscles Wiking B.R. | Muscles Yankee    | Björn Goop             | 1'16"5 |
| 2010  | Makarov             | Pine Chip         | Erik Höitomt           | 1'15"  |
| 2009  | New Varenne L.A.    | Varenne           | Per Oleg Midtfjeld     | 1'14"6 |
| 2008  | Lucky Buck          | Buckaroo K.       | Vidar Hop              | 1'15"  |
| 2007  | Tinita Love         | Super News        | Geir Vegard Gundersen  | 1'15"2 |
| 2006  | Mystical News       | Super News        | Frode Hamre            | 1'16"3 |
| 2005  | Jetstile            | Coktail Jet       | Geir Vegard Gundersen  | 1'14"7 |
| 2004  | Thai Tanic          | Viking Kronos     | Vidar Hop              | 1'14"4 |
| 2003  | Millennium Act      | Lindy's Crown     | Ande H Stensen         | 1'16"8 |
| 2002  | Prince Birchwood L. | Lindy's Crown     | Asbjörn Mehla          | 1'16"7 |
| 2001  | Handboy             | Soir des Tibur    | Erik Höitomt           | 1'16"5 |
| 2000  | Scott Springborne   | Ata Star L.       | Björn Duestad          | 1'15"5 |
| 1999  | Dignity             | Firm Tribute      | Rune Wiig              | 1'16"5 |
| 1998  | Express Yankee      | Express Ride      | Benn Orre              | 1'15"4 |
| 1997  | News From Heaven    | Super News        | Trond Skauen           | 1'16"5 |
| 1996  | Gentle Star         | Speedy Tomali     | Gunleif Tollefsen      | 1'17"3 |
| 1995  | B Gent L            | Sugarcane Hanover | Gunnar Eggen           | 1'18"7 |
| 1994  | Tamin Sandy         | Speedy Tomali     | Björn Garberg          | 1'17"5 |
| 1993  | Won Eleven L        | Idéal du Gazeau   | Gunnar Eggen           | 1'17"4 |
| 1992  | Winnie Laylock      | Another Miracle   | Gunnar Egge            | 1'17"7 |
| 1991  | Torway L            | US Torway         | Gunnar Eggen           | 1'17"  |
| 1990  | Zoot Spin           | Zoot Suit         | Boye Ölstören          | 1'16"8 |
| 1989  | Mr Moxy             | Idéal du Gazeau   | Boye Ölstören          | 1'17"1 |
| 1988  | Count Free          | Earthas Spin      | Tor Wollebaek          | 1'18"5 |
| 1987  | Spit Superstar      | Count's Pride     | Jan Risa               | 1'21"  |
| 1986  | Tom Pedro           | Netted            | Per Ulven              | 1'19"2 |
| 1985  | Bonnie Key          | Speedy Coaltown   | Atle Jostein Owren     | 1'20"6 |
| 1984  | Star Hero           | Juniors Nibs Song | Benn Orre              | 1'19"9 |
| 1983  | Frances Guy         | Washington        | Tore H. Larsen         | 1'21"7 |
| 1982  | Mr Poppey           | Ellington         | Per Arvid Erga         | 1'21"3 |